# عبدالجواد ابراهیمی‌فر
عبدالجواد ابراهیمی‌فر (زاده ۱۳۴۱ در گنبد کاووس) با کسب ۶۸۷۵۷۲ رای به عنوان نماینده استان تهران در ششمین دوره مجلس خبرگان رهبری انتخاب شد.